# پی³ شکارچی
پی³ شکارچی یک ستاره است که در صورت فلکی شکارچی قرار دارد.